# Deuxième circonscription de l'Oise (1958-1986)
La deuxième circonscription de l'Oise est une ancienne circonscription législative de l'Oise sous la Cinquième République de 1958 à 1986.

## Description géographique, historique et démographique
Par ordonnance du 13 octobre 1958 relative à l'élection des députés à l'Assemblée nationale, la deuxième circonscription est créée et est délimitée par les cantons suivants :
- Canton d'Attichy
- Canton de Compiègne
- Canton de Guiscard
- canton de Lassigny
- Canton de Noyon
- Canton de Ribécourt-Dreslincourt[1].

La circonscription regroupe une majorité des cantons de l'arrondissement de Compiègne.
En 1973, Ribécourt, chef-lieu du Ribécourt, se regroupent avec la commune de Dreslincourt sous la forme d'une fusion-associée pour former la commune de Ribécourt-Dreslincourt. Le canton prend le nom du nouveau chef-lieu.
Le décret du 13 juillet 1973 scinde le Compiègne en deux parties, le canton de Compiègne-Nord et le canton de Compiègne-Sud, mais elle ne redéfinit pas les limites de la circonscription.
Par décret du 20 janvier 1982, le canton éphémère de Compiègne-Sud est divisé en deux nouveaux cantons, ceux de Compiègne-Sud-Ouest et de Compiègne-Sud-Est. Cette scission n’entraîne pas de redéfinition des limites de la circonscription. 
La loi organique du 10 juillet 1985 entraîne la suppression de la circonscription lors des élections législatives de 1986 qui se sont déroulées selon un mode de scrutin proportionnel à un seul tour par listes départementales. Elle dote également le département de l'Oise de sept députés pour la prochaine législature au lieu de cinq depuis le début de la Ve République.
Les lois organiques du 11 juillet 1986 et du 24 novembre 1986 recréent la deuxième circonscription de l'Oise selon un nouveau découpage et en tenant compte du nombre de sept députés pour représenter le département de l'Oise à l'Assemblée nationale,,. La nouvelle circonscription ne correspond pas au précédent découpage de 1958. La cinquième circonscription et sixième circonscription de l'Oise se partagent les cantons de l'ancienne circonscription selon le découpage de 1986.

## Description politique
| Législature | Début de mandat | Fin de mandat  | Député         | Parti politique | Observations |
| ----------- | --------------- | -------------- | -------------- | --------------- | --- |
| Ire         | 9 décembre 1958 | 9 octobre 1962 | Jean Legendre  | CNIP            | Maire de Compiègne (1947-1954 et 1959-1987) Mandat écourté à la suite d'une dissolution parlementaire décidée par Charles de Gaulle.                       |
| IIe         | 6 décembre 1962 | 2 avril 1967   | Edmond Nessler | UNR-UDT         | Compagnon de la Libération et Commandeur de la Légion d'honneur                                                                                            |
| IIIe        | 3 avril 1967    | 30 mai 1968    | Edmond Nessler | UD-Ve           | Compagnon de la Libération et Commandeur de la Légion d'honneur Mandat écourté à la suite d'une dissolution parlementaire décidée par Charles de Gaulle.   |
| IVe         | 11 juillet 1968 | 1er avril 1973 | Edmond Nessler | UDR             | Compagnon de la Libération et Commandeur de la Légion d'honneur                                                                                            |
| Ve          | 2 avril 1973    | 2 avril 1978   | Edmond Nessler | UDR-RPR         | Compagnon de la Libération et Commandeur de la Légion d'honneur                                                                                            |
| VIe         | 3 avril 1978    | 22 mai 1981    | Roland Florian | PS              | Maire et conseiller général du canton de Ribécourt-Dreslincourt Mandat écourté à la suite d'une dissolution parlementaire décidée par François Mitterrand. |
| VIIe        | 2 juillet 1981  | 1er avril 1986 | Roland Florian | PS              | Maire et conseiller général du canton de Ribécourt-Dreslincourt                                                                                            |

## Historique des résultats

### Élections de 1958
| Candidat       | Candidat           | Parti                     | Premier tour | Premier tour | Second tour | Second tour |  |
| Candidat       | Candidat           | Parti                     | Voix         | %            | Voix        | %           |  |
| -------------- | ------------------ | ------------------------- | ------------ | ------------ | ----------- | ----------- |  |
|                | Jean Legendre élu  | CNIP                      | 14 520       | 35,26        | 19 528      | 48,38       |  |
|                | Henri Adnot        | Radsoc                    | 8 393        | 20,38        | 13 224      | 32,76       |  |
|                | Henri Bruyère      | PCF                       | 7 383        | 17,93        | 7 610       | 18,85       |  |
|                | Achille Granthomme | UNR                       | 6 286        | 15,26        | Retrait     | Retrait     |  |
|                | Jacques Démaret    | SFIO                      | 2 700        | 6,56         | Retrait     | Retrait     |  |
|                | Achille Granthomme | Divers droite (Gaulliste) | 1 899        | 4,61         |             |             |  |
|                |                    |                           |              |              |             |             |  |
| Inscrits       | Inscrits           | Inscrits                  | 52 852       | 100,00       | 52 838      | 100,00      |  |
| Abstentions    | Abstentions        | Abstentions               | 10 375       | 19,63        | 11 256      | 21,3        |  |
| Votants        | Votants            | Votants                   | 42 477       | 80,37        | 41 582      | 78,7        |  |
| Blancs et nuls | Blancs et nuls     | Blancs et nuls            | 1 296        | 3,05         | 1 220       | 2,93        |  |
| Exprimés       | Exprimés           | Exprimés                  | 41 181       | 96,95        | 40 362      | 97,07       |  |

Le suppléant de Jean Legendre était André Defouloy, maire d'Appilly.

### Élections de 1962
| Candidat       | Candidat              | Parti          | Premier tour | Premier tour | Second tour | Second tour |  |
| Candidat       | Candidat              | Parti          | Voix         | %            | Voix        | %           |  |
| -------------- | --------------------- | -------------- | ------------ | ------------ | ----------- | ----------- |  |
|                | Edmond Nessler élu    | UNR-UDT        | 12 713       | 33,39        | 19 930      | 53,43       |  |
|                | Jean Legendre sortant | CNIP           | 10 321       | 27,11        | Retrait     | Retrait     |  |
|                | Marcel Mérigonde      | SFIO           | 7 935        | 20,84        | 17 374      | 46,57       |  |
|                | Henri Bruyère         | PCF            | 7 108        | 18,67        | Retrait     | Retrait     |  |
|                |                       |                |              |              |             |             |  |
| Inscrits       | Inscrits              | Inscrits       | 54 277       | 100,00       | 54 258      | 100,00      |  |
| Abstentions    | Abstentions           | Abstentions    | 15 039       | 27,71        | 14 361      | 26,47       |  |
| Votants        | Votants               | Votants        | 39 238       | 72,29        | 39 897      | 73,53       |  |
| Blancs et nuls | Blancs et nuls        | Blancs et nuls | 1 161        | 2,96         | 2 593       | 6,5         |  |
| Exprimés       | Exprimés              | Exprimés       | 38 077       | 97,04        | 37 304      | 93,5        |  |

Le suppléant d'Edmond Nessler était Michel Marteau, chargé de mission auprès du Ministère des rapatriés.

### Élections de 1967
| Candidat       | Candidat                     | Parti          | Premier tour | Premier tour | Second tour | Second tour |  |
| Candidat       | Candidat                     | Parti          | Voix         | %            | Voix        | %           |  |
| -------------- | ---------------------------- | -------------- | ------------ | ------------ | ----------- | ----------- |  |
|                | Edmond Nessler sortant réélu | UD-Ve          | 15 914       | 34,01        | 18 692      | 39,52       |  |
|                | Jean Legendre                | CNIP (PDM)     | 12 773       | 27,30        | 12 461      | 26,35       |  |
|                | Antoine Carvalho             | PCF            | 10 093       | 21,57        | 16 143      | 34,13       |  |
|                | Jean Baboulène               | FGDS (CIR)     | 5 502        | 11,76        |             |             |  |
|                | Louis Lesueur                | PSU            | 2 511        | 5,37         |             |             |  |
|                |                              |                |              |              |             |             |  |
| Inscrits       | Inscrits                     | Inscrits       | 57 543       | 100,00       | 57 530      | 100,00      |  |
| Abstentions    | Abstentions                  | Abstentions    | 9 628        | 16,73        | 9 435       | 16,4        |  |
| Votants        | Votants                      | Votants        | 47 915       | 83,27        | 48 095      | 83,6        |  |
| Blancs et nuls | Blancs et nuls               | Blancs et nuls | 1 122        | 2,34         | 799         | 1,66        |  |
| Exprimés       | Exprimés                     | Exprimés       | 46 793       | 97,66        | 47 296      | 98,34       |  |

Le suppléant d'Edmond Nessler était Pierre Dubois, commerçant, maire de Noyon.

### Élections de 1968
| Candidat       | Candidat                     | Parti          | Premier tour | Premier tour | Second tour | Second tour |  |
| Candidat       | Candidat                     | Parti          | Voix         | %            | Voix        | %           |  |
| -------------- | ---------------------------- | -------------- | ------------ | ------------ | ----------- | ----------- |  |
|                | Edmond Nessler sortant réélu | UDR (URP)      | 22 518       | 48,45        | 24 408      | 54,58       |  |
|                | Antoine Carvalho             | PCF            | 10 401       | 22,38        | 13 672      | 30,57       |  |
|                | Olivier Le Jeune             | Modérés        | 6 655        | 14,32        | 6 643       | 14,85       |  |
|                | Jean Baboulène               | FGDS (CIR)     | 5 738        | 12,35        | Retrait     | Retrait     |  |
|                | Raymond Ivens                | PSU            | 1 162        | 2,50         |             |             |  |
|                |                              |                |              |              |             |             |  |
| Inscrits       | Inscrits                     | Inscrits       | 57 079       | 100,00       | 56 845      | 100,00      |  |
| Abstentions    | Abstentions                  | Abstentions    | 9 806        | 17,18        | 11 378      | 20,02       |  |
| Votants        | Votants                      | Votants        | 47 273       | 82,82        | 45 467      | 79,98       |  |
| Blancs et nuls | Blancs et nuls               | Blancs et nuls | 799          | 1,69         | 744         | 1,64        |  |
| Exprimés       | Exprimés                     | Exprimés       | 46 474       | 98,31        | 44 723      | 98,36       |  |

Le suppléant d'Edmond Nessler était Pierre Dubois.

### Élections de 1973
| Candidat       | Candidat                     | Parti          | Premier tour | Premier tour | Second tour | Second tour |  |
| Candidat       | Candidat                     | Parti          | Voix         | %            | Voix        | %           |  |
| -------------- | ---------------------------- | -------------- | ------------ | ------------ | ----------- | ----------- |  |
|                | Edmond Nessler sortant réélu | UDR (URP)      | 13 187       | 26,01        | 26 379      | 53,73       |  |
|                | Jean-François Lapraye        | PCF            | 10 564       | 20,84        | 22 721      | 46,27       |  |
|                | Roland Florian               | PS (UGSD)      | 10 030       | 19,78        | Retrait     | Retrait     |  |
|                | Pierre Barrette              | Divers droite  | 9 028        | 17,80        | Retrait     | Retrait     |  |
|                | Gilbert Legendre             | MR             | 4 975        | 9,81         |             |             |  |
|                | Gisèle Remteaux              | Divers droite  | 1 397        | 2,75         |             |             |  |
|                | André Pauquet                | Divers droite  | 1 157        | 2,28         |             |             |  |
|                | Yves-Marie Dusanter          | Divers droite  | 359          | 0,70         |             |             |  |
|                |                              |                |              |              |             |             |  |
| Inscrits       | Inscrits                     | Inscrits       | 62 573       | 100,00       | 62 549      | 100,00      |  |
| Abstentions    | Abstentions                  | Abstentions    | 10 519       | 16,81        | 10 487      | 16,77       |  |
| Votants        | Votants                      | Votants        | 52 054       | 83,19        | 52 062      | 83,23       |  |
| Blancs et nuls | Blancs et nuls               | Blancs et nuls | 1 357        | 2,61         | 2 962       | 5,69        |  |
| Exprimés       | Exprimés                     | Exprimés       | 50 697       | 97,39        | 49 100      | 94,31       |  |

Le suppléant d'Edmond Nessler était Pierre Dubois.

### Élections de 1978
| Candidat       | Candidat               | Parti             | Premier tour | Premier tour | Second tour | Second tour |  |
| Candidat       | Candidat               | Parti             | Voix         | %            | Voix        | %           |  |
| -------------- | ---------------------- | ----------------- | ------------ | ------------ | ----------- | ----------- |  |
|                | François Lépine        | UDF (PR)          | 17 381       | 27,38        | 31 360      | 48,29       |  |
|                | Roland Florian élu     | PS                | 15 671       | 24,69        | 33 578      | 51,71       |  |
|                | Jean-François Lapraye  | PCF               | 14 197       | 22,36        | Retrait     | Retrait     |  |
|                | Edmond Nessler sortant | RPR               | 10 816       | 17,04        | Retrait     | Retrait     |  |
|                | Yvon Moyniez           | Divers écologiste | 1 799        | 2,83         |             |             |  |
|                | André Pauquet          | Divers droite     | 1 444        | 2,27         |             |             |  |
|                | Ghislaine Pouille      | LO                | 1 356        | 2,14         |             |             |  |
|                | Christiane Degraeve    | PSU (FA)          | 819          | 1,29         |             |             |  |
|                |                        |                   |              |              |             |             |  |
| Inscrits       | Inscrits               | Inscrits          | 75 579       | 100,00       | 75 539      | 100,00      |  |
| Abstentions    | Abstentions            | Abstentions       | 10 962       | 14,5         | 9 457       | 12,52       |  |
| Votants        | Votants                | Votants           | 64 617       | 85,5         | 66 082      | 87,48       |  |
| Blancs et nuls | Blancs et nuls         | Blancs et nuls    | 1 134        | 1,75         | 1 144       | 1,73        |  |
| Exprimés       | Exprimés               | Exprimés          | 63 483       | 98,25        | 64 938      | 98,27       |  |

Le suppléant de Roland Florian était Robert Prayez, employé chez Uniroyal à Clairoix, conseiller municipal de Margny-lès-Compiègne.

### Élections de 1981
Les élections législatives françaises de 1981 ont eu lieu les dimanches 14 et 21 juin 1981.
| Candidat         | Candidat               | Parti          | Premier tour | Premier tour | Second tour | Second tour |
| Candidat         | Candidat               | Parti          | Voix         | %            | Voix        | %           |
| ---------------- | ---------------------- | -------------- | ------------ | ------------ | ----------- | ----------- |
|                  | Roland Florian*        | PS             | 23 100       | 40,46        | 35 162      | 58,43       |
|                  | Philippe Marini        | RPR            | 12 710       | 22,32        | 25 011      | 41,57       |
|                  | François-Michel Gonnot | UDF            | 10 845       | 19,04        | Retrait     | Retrait     |
|                  | Daniel Van den Brock   | PCF            | 8 297        | 14,57        | Retrait     | Retrait     |
|                  | Jean-François Cochet   | PSU            | 1 054        | 1,78         |             |             |
|                  | Jean-Marie Pachocinski | LO             | 942          | 1,65         |             |             |
|                  |                        |                |              |              |             |             |
| Inscrits         | Inscrits               | Inscrits       | 79 419       | 100,00       | 79 417      | 100,00      |
| Abstentions      | Abstentions            | Abstentions    | 21 580       | 27,17        | 17 804      | 22,42       |
| Votants          | Votants                | Votants        | 57 839       | 72,83        | 61 613      | 77,58       |
| Blancs et nuls   | Blancs et nuls         | Blancs et nuls | 891          | 1,54         | 1 440       | 2,34        |
| Exprimés         | Exprimés               | Exprimés       | 56 948       | 98,46        | 60 173      | 97,66       |
| * député sortant |                        |                |              |              |             |             |

Le suppléant de Roland Florian était Michel Lemaire, directeur d'école, conseiller général du canton de Compiègne-Sud-Ouest.